# Продо (агрохолдинг)
ПРОДО — один из крупнейших российских производителей продукции из мяса птицы, колбасных изделий, полуфабрикатов и мясных деликатесов. Товары под брендами Группы «ПРОДО» продаются в 65 регионах России.. Штаб-квартира Москва.
Три птицефабрики и три мясоперерабатывающих предприятия холдинга расположены в Центральном, Приволжском, Сибирском и Уральском федеральных округах России. В Группу также входят предприятия, производящие сырье и корма для птицефабрик и мясокомбинатов, обеспечивая полный цикл производства.
Группа «ПРОДО» с 2020 года входит в перечень системообразующих предприятий Российской Федерации.

## История создания и развитие производства
Группа «ПРОДО» была основана в 2004 году, когда компания «Планета Менеджмент» диверсифицировала мясные и молочные активы. Мясные активы были выкуплены ТОП-менеджерами компании «Сибнефть».
В 2018 году агрохолдинг завершил модернизацию АО «ПРОДО Птицефабрика Калужская», общий объем инвестиций в проект — около 5 млрд руб. Плановая мощность предприятия составила до 63 тыс. тонн мяса бройлеров, был запущен новый инкубаторий мощностью 51,5 млн яиц в год. В этом же году завершен инвестиционный проект на АО «ПРОДО Тюменский бройлер». Общий объем инвестиций — 308 млн рублей.
В 2019 году  «ПРОДО Птицефабрика Калужская» добилась показателя 148,11 цыплят на начальную несушку, став обладателем золотого сертификата элитного клуба международной компании Aviagen Ross-140. В этом же году на предприятии состоялось торжественное открытие нового цеха глубокой переработки для KFC, производственный потенциал нового цеха — до 1000 тонн куриной продукции в месяц.
В 2019 году завершился первый этап инвестиционной программы на АО «Омский бекон» (Лузино), в рамках которого были введены в строй три крупных объекта: племенной репродуктор в селе Калинино Омского района на 1700 свиноматок, станцию искусственного осеменения в поселке Фадино и модернизированные площади свинокомплекса «Чунаевский», рассчитанные на единовременное содержание 46 тыс. голов животных.
В 2021 году Группа «ПРОДО» продала новосибирскую птицефабрику «Чикская» компании АО «Птицефабрика Челябинская».
В начале 2023 года Группа «ПРОДО» завершила сделку по продаже птицефабрики «Пермская» казанскому холдингу «Агросила».
В марте 2023 года Группа «Продо» начала масштабный инвестиционный проект реконструкции и модернизации «Мясокомбината Клинского». Общий объем инвестиций в проект оценивается более чем в 2 млрд руб. Цель проекта — расширить выпуск динамично развивающихся категорий продукции: сосисок, колбас и мясных деликатесов в формате нарезки. Сейчас мясокомбинат производит более 31 тысяч тонн колбасной продукции и полуфабрикатов в год, объем выпуска должен увеличиться до 46 тысяч тонн.
В апреле 2023 года Совет директоров Группы «ПРОДО» утвердил стратегию развития на период 2023—2026 годов. Компания сконцентрируется на двух ключевых для нее регионах — Центральном федеральном округе и Сибири, где расположена большая часть входящих в агрохолдинг предприятий. В результате реализации инвестпроектов объемы производства на «Омском беконе» за год увеличатся на 8,5 %, на «Мясокомбинате Клинском» — на 30 % за три года.
В августе 2023 года благодаря инвестициям в расширение производства на свиноводческом комплексе «Омский бекон» (Лузино) были запущены две новые площадки откорма по 1,7 тыс. голов каждая. Благодаря этому в 2024 году объем реализации свинины вырастет примерно на 8,5 % к текущим показателям.
В декабре 2024 года из состава собственников «ПРОДО» вышла Ирина Панченко, которой принадлежали 25 % группы.

## Собственники и руководство
По состоянию на декабрь 2024 года 100 % Группы «ПРОДО» принадлежало Андрею Городилову.
Генеральный директор — Долгов Вадим Станиславович.

## Структура
Бизнес «ПРОДО» включает полный производственный цикл от производства сырья до реализации готовой продукции. На сегодняшний день Группа объединяет три птицефабрики и три мясоперерабатывающих предприятия, расположенные в Центральном, Приволжском, Сибирском и Уральском федеральных округах: АО «ПРОДО Птицефабрика Калужская», АО «ПРОДО Тюменский бройлер», АО «ПРОДО Птицефабрика Сибирская», АО «Мясокомбинат Клинский», АО «Уфимский мясоконсервный комбинат», АО «Омский бекон» (Лузино), АО «Омский бекон» (Калачинск), ООО «ПРОДО Зерно», АО «Лузинский комбикормовый завод». Общая численность сотрудников — более 9 000 человек.
Центральный офис расположен в Москве.
Крупнейшие бренды «ПРОДО»: «Клинский», «Омский бекон», «Троекурово», «Рококо», «УМКК — Мясная культура», «Ясная горка», «Халиф», «Черный кабан».

## Деятельность
Товары под брендами Группы «ПРОДО» продаются в 65 регионах России.
Группа выпускает свыше 1700 наименований колбасных изделий, продуктов из мяса птицы, охлажденных и замороженных полуфабрикатов, а также мясных деликатесов. Птицефабрики выпускают полный ассортимент продукции из мяса птицы — от тушек и разделки до полуфабрикатов, колбасных изделий и продуктов быстрого приготовления. Ежегодно птицефабрики увеличивают долю продукции глубокой переработки в общем объеме производства. Свиноводческое предприятие АО «Омский бекон» (Лузино) производит свинину для нужд мясоперерабатывающего комбината «Омский бекон» (Калачинск) и других предприятий холдинга. Мясоперерабатывающие комбинаты производят колбасные изделия, полуфабрикаты, деликатесы, продукты быстрого приготовления.
В последние годы практически на всех предприятиях холдинга ведутся работы по оптимизации деятельности с целью повышения эффективности, постоянно реализуется целый ряд крупных инвестиционных проектов.
Входящие в Группу «ПРОДО» ООО «ПРОДО Зерно» и АО «Лузинский комбикормовый завод» производят сырье и корма для перерабатывающих предприятий Группы.

## Благотворительность и социальные проекты
Группа «ПРОДО» в период пандемии коронавируса реализовала ряд благотворительных проектов по поддержке врачей, волонтеров, одиноких пенсионеров, многодетных семей и других социально незащищенных категорий населения. Самая масштабная акция адресной помощи была проведена совместно с «Яндекс Go» и социальным проектом Яндекса «Помощь рядом»: в мае-июне 2020 года на дом нуждающимся были доставлены в общей сложности 32 500 продуктовых наборов. Помощь оказывалась жителям регионов, где расположены предприятия Группы «ПРОДО» — это Клин, Тюмень, Калуга, Омск, Уфа, Пермь. Предприятия формировали наборы из продукции своего ассортимента, а доставляли их на дом адресатам водители, сотрудничающие с сервисом «Яндекс Go».
В сентябре 2021 года «ПРОДО Тюменский бройлер» выступил с инициативой по восстановлению лесов после пожаров. 4 000 молодых сосен были высажены на территориях, поврежденных огнем.
В Калуге и Омске предприятия «ПРОДО Птицефабрика Калужская» и «Омский бекон» построили и поддерживают в рабочем состоянии современные workout-площадки, на которых местные жители имеют возможность бесплатно заниматься спортом.
Предприятия Группы «ПРОДО» тесно сотрудничают с высшими и средними учебными заведениями. Специалисты птицефабрик и мясокомбинатов читают лекции, на производствах студентам созданы условия для практического профессионального обучения, для них работают общежития на время прохождения практики.
По инициативе мясокомбината «Омский бекон» в Калачинском аграрно-техническом техникуме открылось обучение по новой специальности — «Технология мяса и мясных продуктов». Предприятие Группы «ПРОДО» не только добилось введения этой дисциплины, но также оборудовало всем необходимым учебные классы, обеспечило всех студентов практикой на своем производстве.
В январе 2022 года в Омском государственном аграрном университете открыты две новые специализированные аудитории — по свиноводству и птицеводству. Они оснащены самым современным оборудованием, которое используется сегодня на производственных площадках предприятий Группы «ПРОДО», чтобы студенты могли уже во время обучения овладеть передовыми технологиями и культурой производства. Проект по птицеводству реализован совместно с «ПРОДО Птицефабрикой Сибирской» — крупнейшим в регионе производителем продукции из мяса бройлеров. Аудитория по свиноводству на базе института ветеринарной медицины Омского ГАУ открыта совместно с «Омским беконом» (Лузино).
В 2023 году Группа «ПРОДО» реализовывала более 60 благотворительных проектов в более чем десяти направлениях. Основными традиционно стали помощь образовательным организациям высшего, профессионального, среднего и дошкольного образования, детям, малоимущим, пенсионерам, ветеранам ВОВ и семьям военных, задействованных во вторжении на Украину.

## Оценки
Выручка компании по данным за 2022 год составила 45 миллиардов рублей.